# Stanislaw Wikentjewitsch Kossior
Stanislaw Wikentjewitsch Kossior (Tiếng Nga Станислав Викентьевич Косиор; sinh ngày 18 tháng 11 năm 1889 mất ngày 26 tháng 02 năm 1939) là một nhà chính trị của Liên Xô. Kossior là con trai của một công nhân nhập cư có nguồn gốc Ba Lan.
Từ 1925 đến 1928, ông là thư ký của Ủy ban Trung ương Đảng Cộng sản Liên Xô - CPSU. 1928-1938 ông lại là người kế nhiệm Lasar Kaganovich Bí thư thứ nhất của đảng Ucraina.
Năm 1930, Stalin thắng cuộc trong đấu tranh quyền lực chống lại Bukharin và Mikhail Tomsky. Kossior bây giờ là đã thân cận của Stalin từ 1930 đến 1938 là thành viên đầy đủ của Bộ Chính trị  Đảng Cộng sản Liên Xô. Năm 1935, ông nhận được Lenin Huân chương Lenin, vinh dự cao nhất của Liên Xô.
Ông và hai anh em Vladislav Kossior (1891-1938) và Iossif Kossior (1893-1937) đã trở thành nạn nhân trong cuộc Đại thanh trừng do Stalin phát động.